# Se mig i mitt friska öga
Se mig i mitt friska öga är en roman av Per Gunnar Evander, första gången utgiven 1980 på Albert Bonniers Förlag.

## Handling
Romanen utspelar sig på den fiktiva orten Ovangärde. Tegelbruksarbetaren Adrian Lundgren kommer hem från en skogspromenad och hämtar en yxa i källaren. Han går sedan upp till köket och dödar sin mor med ett hugg i huvudet. Han sätter sig därefter i soffan och stirrar tomt. Grannpojken Harald kommer över för att låna tapetklister åt sin far som tapetserar. Han påträffar Adrian i soffan och försöker utan resultat få ögonkontakt med denne. Adrian uppmanar honom att inte gå ut i köket, men Harald kan inte låta bli att snegla in genom en dörröppning och får då se liket på golvet. Han flyr från platsen. Adrian arresteras senare utan dramatik.
Handlingen förflyttas därefter till en sommar 30 år framåt i tiden. Harald bor i Stockholm och får ett telefonsamtal från en okänd kvinna som talar om att hans mor har dött. Han reser till Ovangärde och kommer oanmäld hem till systern. Systern vet inte om att modern är död och när hon får reda på det blir hon tämligen oberörd. Harald erfar att hans syster lider av psykisk ohälsa och hon berättar om ett vilddjur som hon har i lägenheten och som hindrar henne från att leva ett normalt liv. Några dagar senare kommer Mariannes väninna Marta på besök och tillsammans med Marianne och Harald förtär hon alkoholhaltiga drycker. Harald irriterar sig på Marta som han tycker är beskäftig. Under natten sover Harald och Marta tillsammans i Mariannes säng och Harald gör då vissa närmanden, men Marta låtsas sova.
Marta ringer till Harald som bor i moderns lägenhet. Hon förklarar att hon inte alls sov den natten de tillbringade i samma säng och att hon uppfattade att han gjorde närmanden. Hon säger också att hon tycker att de borde skicka iväg Marianne till annan ort så att hon kan få hjälp med sin psykiska ohälsa.
Dagen efter äger Svea Hedins begravning rum. Begravningsakten hålls av en nyutexaminerad och modern präst, vilket sticker i ögonen på vissa. När Haralds moster Tora ska lägga ner blommor i graven råkar hon i stället lägga ner sin handväska där, varpå prästen hoppar ner i graven för att plocka upp den. När han ska få hjälp upp av Haralds morbror Gillis råkar prästen dra ned honom i graven. Efter viss möda lyckas de åter ta sig upp. På begravningen träffar Harald bland andra sin farbror Ludvig som han håller mycket av. När Ludvig tar farväl är Harald nära till gråt.
Harald promenerar runt i Ovangärde och besöker miljöer hans minns från uppväxttiden. När han besöker det nedlagda tegelbruket där fadern arbetade drabbas han av smärtor i bröstet och får svårt att andas. Marta kontaktar honom och säger att hon inte vill att han ska återvända till Stockholm: "Jag vill att du stannar därför att jag helt enkelt tycker så mycket om dig!" Harald bestämmer sig för att stanna och han och Marta inleder en relation. Vid ett tillfälle har de samlag i en kyrka medan Martas elever sjunger "Den blomstertid nu kommer".
Harald försörjer sig på att skriva erotiska noveller till tidningen, men har nu svårt att få något skrivet. Av en gammal bekant, Bengt, blir han erbjuden arbete som målare och han känner sig nödgad att anta erbjudandet. Där blir han vän med arbetaren Karl-Evert.
Efter att ha fått veta att Adrian Lundgren fortfarande är i livet och bor på ett äldreboende bestämmer sig Harald för att besöka honom. Adrian är fåordig under besöket, men Harald bestämmer sig för att besöka honom på nytt. Nästa gång är han desto mer pratsam och Harald fortsätter att besöka honom.
Marianne flyttar till Östanå sjukhus. Kvällen innan hon ska resa berättar Marianne om hur modern plågade henne som barn och vid ett tillfälle nästan tryckte ned hennes ansikte i hennes eget bajs. Dagen när de ska resa är Marianne ledsen och först efter att ha blivit övertalad följer hon med. På vägen dit upprepar hon att hon inte tror att hon kommer att komma därifrån.
Marta längtar hem till Blekinge och har sökt en ny lärartjänst där. Hon förklarar att hon nu kan lämna graven efter sin son Mattias, som omkom när han blev påkörd på riksvägen några år tidigare. Harald besöker Adrian på nytt och Adrian frågar om han är gift. Harald svarar att han inte är det, men att han nu "träffat Marta". Harald frågar också Adrian varför han kom tillbaka till Ovangärde och han svarar att "man vill hem till sist" och att "man måste hem för att komma till ro".
Harald plågas av rinnande ögon och huvudvärk som en följd av ångorna i måleriet där han arbetar. Han säger upp sig och hamnar i konflikt med basen. Han drabbas också av ett slags förlamning efter Martas beslut att lämna Ovangärde. Marta betonar dock att hon vill att de två ska fortsätta träffas. De två skiljs åt efter en överenskommelse om att inte göra någon ceremoni av avslutet. Innan de skiljs åt ringer Margareta och berättar att hon funnit sig något slags till rätta på sjukhuset.
Harald besöker Adrian på nytt. Adrian ber honom att lägga blommor på hans mors grav och Harald förklarar att det ska han visst göra. Harald besöker kyrkogården och beger sig därefter ut på promenad. Han besöker tegelbruksområdet och en byggnad där som Adrian en gång byggt. Han plågas på nytt av smärtor i bröstet och han får svårt att andas. Harald börjar klä av sig tills han bara har kalsongerna kvar. Han beger sig ut i skogen och badar i en skogstjärn. Han börjar gå in mot stan igen där han tänker köpa nya kläder och skor. Han går taktfast framåt och romanen avslutas med meningen "Inte en enda gång gör han mera det minsta tecken att stanna till, inte en enda gång vänder han sig om och ser tillbaka mot det håll varifrån han kommer."

## Tematik
Titeln syftar på att människor har två ögon i bildlig mening, ett ont och ett gott, eller ett sjukt och ett friskt. Människor ger av sig själva och tar emot av andra med båda dessa ögon. Titeln är också ett slags uppmaning att man ska se in i en människas friska öga och inte i det sjuka, att man ska fokusera på en människas positiva sidor i stället för de negativa. När en människa betraktar sin omvärld med sitt friska öga behöver hon heller inte be om omgivningens förståelse och sympatier då dessa kommer av sig själv. Romanen visar också att det är när människor ser genom sitt sjuka öga som de behöver sin omgivning som mest.

## Utgåvor
- Se mig i mitt friska öga: roman. Stockholm: Bonnier. 1980. Libris 7146021. ISBN 91-0-044019-1
- Se mig i mitt friska öga: roman. [Bokklubben Svalan] ([Ny utg.]). Stockholm: Bonnier. 1981. Libris 7146145. ISBN 91-0-044336-0

## Personer
Harald Hedin
En pojke när berättelsen börjar och senare en 38-årig man. Han är den första som talar med Adrian Lundgren efter att denne har mördat sin mor med en yxa. I unga år spelade han bandy och arbetade han på ortens tegelbruk och som journalist, men har därefter flyttat till Stockholm, där han försörjer sig på att skriva lätt erotiska noveller åt veckotidningar.
Adrian Lundgren
En tegelbruksarbetare som i början av boken yxmördar sin mor. Efter dådet får läsaren veta att han suttit inne på Säters sjukhus. På äldre dagar har han dock återvänt till orten och bor på ett äldreboende. Lundgren var tidigare sambo med Ellen som var otrogen mot honom och lämnade honom efter fyra år tillsammans.
Marianne Hedin
Harald Hedins äldre syster och enda syskon. Hon arbetar på ortens postkontor, men är sjukskriven som en följd av mental ohälsa. Hon säger sig ha ett vilddjur i lägenheten där förhindrar henne att leva sitt liv normalt. Hon är god vän med Marta. Marianne hade en dålig relation till sin mor som tryckte ned henne och sa att hennes psykiska besvär bara var inbillning.
Marta
Marta är god vän med Marianne och arbetar som lärare på orten. Hon kommer ursprungligen från Blekinge. Hon hade tidigare sonen Mattias, som dock omkom när han blev påkörd på riksvägen. Marta inleder efterhand en relation med Harald.
Klas Hedin
Haralds och Mariannes far. Han är tegelbruksarbetare och död sedan flera år.
Svea Hedin
Haralds och Mariannes mor. Hon avlider under sommaren som berättelsen utspelar sig och begravs i Ovangärde. Svea Hedin var under Mariannes uppväxt elak mot henne och Marianne hyser inga större sympatier för henne.
Gillis Gustavson
Svea Hedins äldsta syskon och morbror till Harald. Han arbetade i den senare nedlagda snickerifabriken på orten där han var expert på att bygga vävstolar. Han är känd för att vara fåordig och mätt i sina reaktioner. Harald har under uppväxttiden haft måttlig kontakt med honom.
Tora Gustavson
Gillis Gustavsons fru och Haralds ingifta moster.
Ludvig Hedin
Haralds farbror. Han bröt tidigt upp från Ovangärde och gav sig ut till sjöss. Han har av omgivningen alltid uppfattats som en slarver och opålitlig eftersom han ständigt bröt upp från sin tillvaro och företog nya saker. På äldre dagar bor han på ett äldreboende. Han var också en av de få som höll kontakt med Adrian Lundgren efter att denne hade mördat sin mor.